# محمد توفيق بن أحمد سعد
محمد توفيق سعد (1902 - 29 شوال 1411 هـ / 10 مايو 1991 م) داعية إسلامي مصري، مؤسس دار تبليغ الإسلام ومحرر مجلة البريد الإسلامي.

## سيرته
وُلد المهندس محمد توفيق بن أحمد سعد عام 1902 في مدينة الفيوم بمصر، في حي هناك يُعرف بحي «الحواتم» حيث كان والده يعمل هناك مديرا لفرع البنك الأهلي المصري بالمدينة. وفي مرحلة التكوين الأولى تأثر بوالديه الذين كانا يواظبان على صلواتهما ويحافظان على تعاليم دينهما، وكان لوالده في منزلهم منتدى قرآني وأدبي وإصلاحي يجتمع فيه شيوخ وأئمة المساجد وقراء القرآن في المدينة بعد صلاة العشاء لتلاوة القرآن، حيث كان الطفل محمد يجلس فيه يستمع إلى قراءة القرآن كبديل عن حضور الكُتّاب الذي لم يطق قسوة شيخه فيه على الأولاد فانقطع عن حضوره.
في بيئة تكوينه الأولى أيضا تأثر بإمام مسجد الحواتم الذي كان يعقد دروسا في المسجد بعد صلاتي الظهر والعصر، وإلى هذا الشيخ يُرجع المهندس محمد توفيق الفضل فيما حصّله من ثقافة إسلامية واسعة في تلك المرحلة من عمره.  اقام في سويسرا لدراسة التوربينات البخرية ثلاث سنوات (1929 - 1931).

## عقل متسائل وقلب لا يهدأ
مر "محمد توفيق" بمرحلة طريفة وفريدة في فترة طفولته، دفعته إليها عقليته المتسائلة تساؤلات فطرية بريئة ومنطقية.. ففي صغره اعتاد أن يرى أمام منزله المسجد والكنيسة الإنجيلية والكاثوليكية، فأثار ذلك في ذهنه تساؤلا طرحه على أمه: "إذا كان الناس يتوجهون إلى المسجد للصلاة يشكرون الله.. فماذا يصنع الذين يتوجهون إلى الكنيسة؟ فقالت: إنهم يشكرون الله وفقا لأحكام دينهم.
وكان يلعب مع أولاد القسيس من جيرانه، فتبادر إلى ذهنه تعقيبًا على إجابة أمه إذا كان المسلمون يشكرون الله بالصلاة والنصارى يشكرون الله بالذهاب إلى الكنيسة.. فلماذا لا يجتمع كل هؤلاء في مكان واحد ليشكروا الله معا؟ فأجابته أمه قائلة: عندما يزورنا عدد كبير من الضيوف ولا تتسع لهم غرفة الاستقبال.. فماذا نصنع؟ قال لها: يجلسون في الشرفات أو نقيم لهم شادرا.
وجارتْهُ أمه في التفكير على هذه الطريقة لتؤكد له أن الأديان الثلاثة أصلها واحد وليس هناك خلاف، وآثرت أن تتركه لتفكيره الفطري حتى يهتدي إلى حقائق الدين وحده، فقال لها يوماً: هل من الممكن أن أذهب لأشكر الله في الكنيسة؟ فلم تمانع؛ لأنها وجدته يفكر تفكيرا فطريا ولا خطر فيه.

## الفطرة.. واختبار النقاء
من ثم بدأ يتردد على الكنيسة، ولاحظ أنهم هناك يعاملون الأطفال معاملة حسنة جدا، وصار يردد معهم تراتيلهم. ولما اكتشف أبوه ذلك وكان لا يعلم حاول إقناعه بأن المسلمين يشكرون الله في المسجد لا في الكنيسة، وطلب منه عدم الذهاب إلى الكنيسة مرة أخرى، وتوعده إن أصر على الذهاب إليها أن يحرمه من مصروفات الدراسة، وذهب معه إلى ناظر المدرسة التي يذهب إليها، الذي حاول أيضا أن يثنيه عن الذهاب إلى هناك بنفس المنطق، لكن الصبي كان مُصرًّا فانصرف من المدرسة متوجهًا إلى مفتش التبشير الأمريكي في الكنيسة الإنجيلية مستر جلوي.
وكان للتبشير مدرسة على بُعد كيلومتر من مدينة الفيوم يديرها جلوي هذا، فقابله الطفل هناك، وأبدى رغبته في الالتحاق بمدرسة التبشير وعدم العودة إلى مدرسته القديمة، فاتصل جلوي بأبيه مخبرًا إياه أنه يحاول إثناء ابنه عن عزمه، إلا أن الأب واجه كلام المبشر بغضب وسبه وسب الابن، ومن ثم فقد قبله جلوي في المدرسة وأعد له مكانا للدراسة والإقامة ورتب له معلما يعلمه القرآن الكريم، ولم يكن قد حفظ إلا القليل منه.
ومضى الطفل يدرس القرآن والإنجيل معاً، ولأن الطفل كان يتمتع بعقلية منطقية فقد بدأت تتجمع لديه بعض الملاحظات النقدية من دراسة الكتابين، كانت بدايتها ملاحظته لما حوته قصة عرس الجليل في الإنجيل من موقف المسيح مع أمه وقوله لها: «مالك ومالي يا امرأة»، وهو ما لاحظ أنه مناقض لما جاء في وصف المسيح في القرآن بأنه كان براً بوالدته ولم يكن جبارا شقيا، وبدأ يدون ملاحظاته تلك في الكراريس التي أعطاها له مستر جلوي، فملأ ثلاثا منها كلها ملاحظات منطقية فطرية.
وفي براءة عرضها على مستر جلوي طالباً رأيه، فما كان من جلوي إلا أن قال له: إن الذي كتب هذا الكلام هو الشيطان وليس أنت. ولما وضّح له أنه هو الذي كتبه قال له بأنه ليس لديه إجابة على تلك الملاحظات؛ مما أحبط الصبي، فطلب منه على الفور أن يترك مدرسة التبشير، فأوصله جلوي إلى المكان الذي طلبه وهو المسجد الذي يصلي فيه عمه (وكان يخاف من العودة إلى المنزل خشية رد فعل أبيه)، حيث توسط له عمه وعاد إلى بيته بعدما عرف أبوه قصته مع جلوي.

## الدافع الذاتي.. والفعل الإيجابي
نمت ميول الفتى محمد توفيق ورغبته في نشر الخير وتعليمه لمن يجهل به كلما تقدمت به السن؛ ففي أثناء دراسته بالمدرسة الابتدائية كان يدرس مادة «الديانة والتهذيب» المقررة في ذلك الوقت، فكان يقوم بكتابة دروس تلك المادة ويقوم بتعليقها في أماكن متفرقة من البلدة لتعم الفائدة.
في مرحلة لاحقة وجد عددًا من المصليات الصغيرة التي أقامها الفلاحون على شاطئ بحر يوسف؛ لتكون قريبة من مقار أعمالهم في الحقول، فدعا عددا من أصدقائه لكي يقوموا بتدريس ما يتلقونه في مادة الديانة من دروس على مرتادي هذه المصليات فيما بين صلاتي المغرب والعشاء؛ حيث يكون الفلاحون قد أنهوا أعمالهم، وكانت المصليات 8 والأصدقاء 9 فوزعوا أنفسهم عليها واحدا لكل مصلى، والفرد الباقي للتفتيش وكتابة الملاحظات على عمل زملائه لتنبيههم إليها، وكانوا يتناوبون العمل في التفتيش على بعضهم البعض.
في عام 1918 سافر إلى القاهرة للدراسة في مدرسة الفنون والصنائع، وبعد تخرجه فكر في إصدار صحيفة مطبوعة، فقام بإصدار صحيفة من ورقة واحدة تسمى "التقوى"، وقام بإصدار ألف نسخة من العدد الأول منها، ثم استصدر ترخيصاً لها، وكتب عليها "جريدة التقوى تصدرها جماعة الوعظ الإسلامي". واصل إصدار الصحيفة حتى عام 1929؛ حيث رُشح للسفر في بعثة دراسية إلى سويسرا، وهناك شعر بحاجة الأوروبيين للحصول على فكرة صحيحة وموضوعية عن الإسلام، فأنشأ "دار تبليغ الإسلام"، وهو اسم معنوي كان يعمل من ورائه، وكان يراسل الصحف الأوروبية ليرد على المقالات التي تنشر لتشوه الإسلام باسم "محمد توفيق – محرر جريدة التقوى بالقاهرة"، وكان يتلقى العديد من الرسائل من القراء التي تسأل عن الإسلام. يقول حول تلك الفترة: "وكنت أتسلم الكثير من الرسائل على المنزل الذي كنت أسكن فيه، وبالطبع كنت أرد عليها، وفي كل مكان كنت أتواجد فيه أجد كثيرا من الأسئلة المتعلقة بالإسلام والمسلمين، وكانت صورة الإسلام مشوهة من أعداء الإسلام والمستشرقين ومن حَسَني النية الذين يصدقون كل ما يقرءون؛ فيعتقدون أن الإسلام بهذه الصورة.

## الاستفزاز وقود العمل الجاد
ذات مرة قام أحد المبشرين واسمه دكتور رويلي مفتش التبشير في أسوان في ذلك الوقت، وكان بصدد جمع تبرعات للمساعدة في خدمات المستشفى التبشيري في مصر، ونشر في الصحف أنه سيلقي محاضرة عن مصر وفلسطين وحدد موعدها، وحث الجمهور على حضورها، وكان مكان المحاضرة في أحد المعابد الأوروبية.. يقول محمد توفيق: "وتصورت وقتها أنه سيتعرض في محاضرته للإسلام، وفعلاً تناول في حديثه أشياء كثيرة تمس الإسلام، وتحدث في مواضيع كثيرة عن العرب وفلسطين ومصر، وذكر مظاهر كثيرة من الفوضى والجهل المنتشر -الذي هو في الحقيقة بسبب البعد عن الإسلام-، وكانت تلك حملة مرتبة، وقد حمل الرجل صوراً معه إلى المحاضرة تسيء إلى الإسلام وإلى مصر أبلغ إساءة، ومن الصور التي عرضها بالفانوس في هذا الوقت صورة جمل وسيدة تركب خلف الرجل في المكان المنحدر من مؤخرة الجمل تكاد تسقط، ليوحي بهذا أن معاملة الرجل للمرأة في الإسلام سيئة. ثم قال: هل تتخيلون كيف يتم الزواج هناك؟! المرأة عند المسلمين تباع؛ فهناك من يشتريها الزوج عند الزواج بعشرة جنيهات، وأخرى بعشرين وثالثة بخمسين (إشارة إلى المهر في مصر في الثلاثينيات من القرن العشرين) كأنك تشتري عنزاً أو جاموسة يمكنك أن تشتري المرأة، ويمكنك أن تتزوج بمن تعجبك بأي عدد تشاء، ولم يحدد رويلي عدد النساء بأربع كما هو معروف.
وبعد هذا عرض صورة أخرى لرجلين يمشيان يحمل أحدهما مغزله يغزل به وأمامه امرأته تحمل حملا ثقيلا من القمح قدّره بأربع كيلات، ورغم ذلك يقول زوجها لصاحبه: «سأطلقها»، بالرغم من تفانيها وتعبها في خدمته، وبعد ذلك قال لهم: الآن سأعرض عليكم صورة لأكبر مستشفى رمد في مصر، في القاهرة، وجاء بصورة ضريح السيدة نفيسة، وتظهر فيه حلقات في جوانب الضريح، وجاء بأناس تظهر عيونهم بصورة قبيحة جداً، وقد وضعت عليها طبقات من الطين بشكل قبيح تتقزز منه العين، وقال: هذه الطبيبة -يقصد السيدة نفيسة- من نسل النبي محمد أُرسلت إلى مصر لتعمي المصريين، وقال لهم: هل تعرفون كم عدد العميان في مصر؟ وأجاب أنهم يمثلون 30%.
وعندما انتهت المحاضرة قدم الحاضرون التبرعات لهذا المبشر، ورغبت في أن أرد على د. رويلي غير أن لغتي الألمانية لم تكن تسعفني في هذه المهمة، فقلت كلمات قصيرة في نهاية المحاضرة مؤداها أن لي تعليقاً قصيراً ستقرءونه في الصحف. ولم أنَم في تلك الليلة، وجئت بجميع القواميس في محاولة مني لكتابة رد يصحح ما أثاره مفتش التبشير في محاضرته من أكاذيب ومغالطات. وفي الصباح صححت لي جارتي ما كتبته بلغة ركيكة، وبعثت بهذا الرد للصحف، ونشرت الصحف الرد في صفحاتها الأولى، وذكرت أنه لـ«محمد توفيق - محرر مجلة التقوى بالقاهرة».
ومن هنا كانت الحاجة ماسة لتأسيس دار تبليغ الإسلام؛ لتقوم بتقديم مفهوم صحيح عن الإسلام، ولتساعد الأجانب الراغبين في معرفة الحقيقة فيما يتصل بالإسلام بلغاتهم الحية في مواجهة حملات التضليل والأكاذيب والتعصب.

## مسيرة نصف قرن من «تبليغ الإسلام»
هكذا بدأ الأستاذ محمد توفيق عمله في دعوة غير المسلمين من خلال "دار تبليغ الإسلام" في سويسرا ليواصله من مصر بعد عودته حتى وفاته، وحول ذلك يقول: "دار تبليغ الإسلام أو الاسم المعنوي الذي أقوم بنشاطي الإسلامي تحته من خلال اللقاءات أو المكاتبات التي أتبادلها مع الأجانب الراغبين في الحصول على فكرة صحيحة عن الإسلام؛ الأمر الذي اضطررت معه للاشتراك في صندوق بريد رقم 112 في القاهرة؛ حيث كان الصندوق يستقبل مئات الرسائل من جميع أنحاء العالم، ولم أكن أتصور أن الاهتمام بالإسلام والرغبة في معرفة أسسه يستحوذان على كل هذا الاهتمام من الناس من جميع أنحاء العالم، وكنت أقوم بالرد عليها، وبالطبع كان لكل رسالة طابعها، ولكل مرسل اهتماماته التي شدته إلى معرفة الإسلام، واعتراضاته أيضاً على بعض الأمور التي لم يحسن فهمها عن الإسلام، والتي هي نتاج أفكار غير صحيحة ومشوهة عن الإسلام بفعل أعداء الإسلام التقليديين.
بأسلوب المراسلة هدى الله خلقاً كثيراً إلى الإسلام ممن حصلوا على فكرة صحيحة عن الإسلام في بيئات تشوه سماحة الإسلام ومبادئه، كما اكتسبنا أصدقاء للإسلام كثيرين لكنهم لم يعلنوا اعتناقهم للإسلام، وكان الفضل لله تعالى ثم للرسالة الصغيرة التي وضعناها تحت عنوان "الإسلام دين المجتمع"، والتي تضمنت فكرة مركَّزة عن رسالة الإسلام إلى الناس كافة وقد تُرجمت إلى معظم لغات العالم".
في عام 1943 تنازل عن إصدار مجلة التقوى إلى جماعة الوعظ ومكارم الأخلاق، وأصدر بدلاً منها مجلة «البريد الإسلامي»، وظل يصدرها حتى توفاه الله عام 1411 هـ = 1991م، وفي خلال رحلته الطويلة في الدعوة إلى الإسلام بالمراسلة بمعظم لغات العالم الحي، بلَّغ دعوته إلى مائة ألف من الأجانب، قبلها منهم أربعة آلاف أسلموا بفضل الله، وبفضل احتشاد ذلك الرجل «الفرد» لتلك المهمة الجليلة التي لم يولها الكثيرون اهتمامهم.